# Dag Schjelderup-Ebbe
Dag Schjelderup-Ebbe, född 10 december 1926 i Oslo, död där 1 februari 2013, var en norsk musikforskare.
Schjelderup-Ebbe avlade Master of Arts-examen vid University of California 1950. Han blev filosofie doktor vid Universitetet i Oslo 1965 och docent därstädes 1964. Åren 1973–1990 verkade han där som professor i musikvetenskap.
Schjelderup-Ebbe var en framstående Griegforskare. Inom detta fält publicerade han bland annat A Study of Grieg's Harmony (1953) och doktorsavhandlingen Edvard Grieg 1858–1867 (1964) samt biografin Edvard Grieg, Mennesket og kunstneren (jämte Finn Benestad, 1980). Han satt med i kommittén som tog fram en ny kritisk-vetenskaplig utgåva av Griegs samlade verk.
År 1981 mottog han Griegpriset och 1993 utnämndes han till hedersdoktor vid St. Olaf College.